# ショート サンダーランド
ショート サンダーランド
サンダーランド Mk.V
- 用途：飛行艇
- 製造者：ショート・ブラザーズ社
- 運用者

  -  イギリス（イギリス空軍）
  -  フランス（フランス海軍）
  -  カナダ（カナダ空軍）
  -  オーストラリア（オーストラリア空軍）
  -  ニュージーランド（ニュージーランド空軍）
- 初飛行：1937年10月16日
- 生産数：749機(739機[1])
- 運用開始：1938年
- 退役：1959年5月
- 運用状況：退役

ショート サンダーランド (Short Sunderland) は、第二次世界大戦においてイギリス空軍で使用されたショート社製の飛行艇である。

## 概要
S.25計画というのが、工場での名称で、1934年後期に設計された。試作機が初飛行したのは1937年10月16日である。5か月後に最初の量産型の Mk.1 が組み立てラインを出た。この航空機は、銃座に取り付けた機関銃を手動でなしに動かせた最初のイギリス製飛行艇である。
1936年3月に、最初の21機が発注され、1938年夏から部隊に配備された。大戦が始まった時、沿岸防衛隊の3個中隊で任務に就いていた。
ドイツ人は、その防御火力からサンダーランドにフリーゲンデス・シュタヘルシュヴァイン（Fliegendes Stachelschwein、飛ぶヤマアラシ）というあだ名をつけた。
第二次世界大戦中全期間において世界中のイギリス軍の拠点から救難、哨戒、爆撃の任務に従事した。特に重要な任務は対潜哨戒と船団護衛で、1940年1月30日には初めてドイツ潜水艦を撃沈した。ドイツ海軍のUボートに最も怖れられていた兵器の１つで、いわば空の“指輪の幽鬼”だった。Mk.Ⅱが登場したのは1941年後期である。Mk.Ⅲの試作機の初飛行は1941年12月であった。これらは、より強力なペガサス・エンジンを用い、武装も強化されている。Mk.Ⅲでは構造の変更も行われた。最終的な型のMk.Vの処女飛行は、1943年8月で、エンジンが完全に変更され、4基のプラット・アンド・ホイットニー R-1830に取り換えられた。
終戦後も哨戒、輸送任務で使用が続けられ、1948年後半のベルリン空輸、朝鮮戦争にも参加した。1946年まで生産が続き、最後の機体が退役したのは、1959年5月15日であった。
なお、民間型の「サンドリンガム」も作られ、1948年3月19日より英国海外航空のサンドリンガムが、プールから香港経由で、日本を占領していたイギリス連邦占領軍の拠点である岩国基地へ乗り入れていた。

## スペック
- 全幅: 34.39 m
- 全長: 26.00 m
- 全高: 10.00m
- 全備重量: 22,700 kg
- エンジン: ブリストル ペガサス22 空冷9気筒  1,010 hp × 4
- 最大速度: 336 km/h
- 実用上限高度：5,500m
- 航続距離: 4,640 km
- 武装
  - 7.7mm機銃 × 8
  - 爆弾 907 kg
- 乗員: 13名

## ユーディの光
ユーディの光(Yehudi lights)またはイェフディの光と呼ばれる技術は機体の下部を照明によって照らし、地上や海上から空中の航空機を見た場合に背景となる空と同じ明るさにして、光学的なステルスを得るという方法。本機は、ドイツ軍Uボートへの攻撃時にこの技術を使って成功を収めた。その後のレーダーの発達でこの技術は使用されなくなったが、近年の電波に対するステルス技術の発展によって、光学的ステルスとして再び関心が寄せられている。